# Pauselijke Lateraanse Universiteit
De Pauselijke Lateraanse Universiteit (in het Italiaans: Pontificia Università Lateranense), ook bekend als het Lateranum, is een Pauselijke Universiteit in Rome, die onderdeel vormt van het Lateranencomplex. Deze universiteit heeft vier faculteiten: Theologie, Filosofie, Burgerlijk recht en Canoniek recht.
Deze universiteit begon haar bestaan in 1773 als tak van het Collegio Romano. Het college diende en dient allereerst voor de theologische vorming van priesters in het bisdom Rome. In de negentiende eeuw ontstond de benaming Athenaeum Lateranense. Onder paus Johannes XXIII werd de huidige benaming ingevoerd.
De opleiding Theologie van het Bonifatius instituut aan de Tiltenberg is sinds 2008 verbonden aan de Pauselijke Lateraanse Universiteit, waardoor het mogelijk is een erkende graad te behalen.

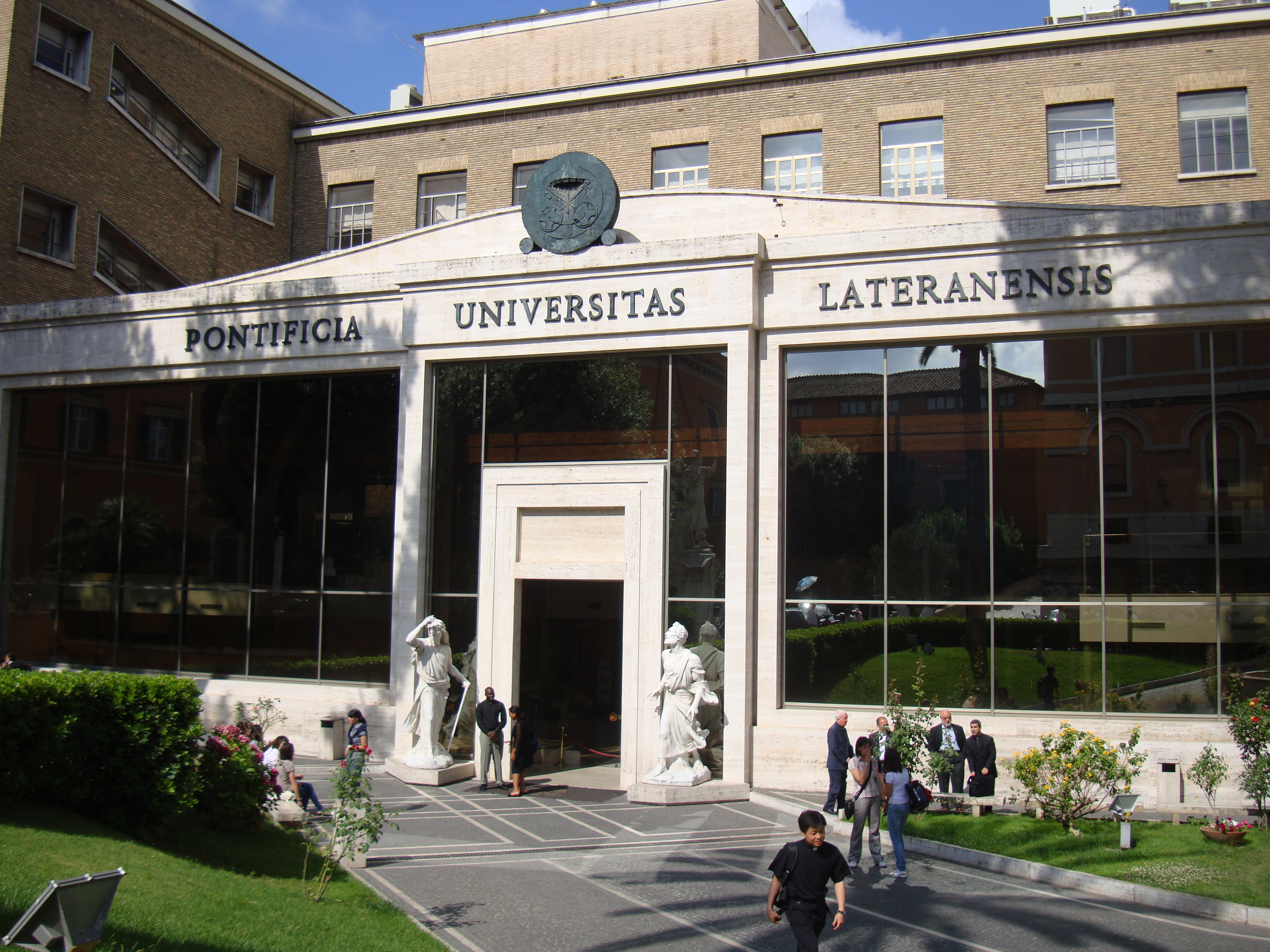
De Pauselijke Lateraanse Universiteit